# 塔爾瓦卡區
塔爾瓦卡區（西班牙語：Tarbaca），是哥斯達黎加的一個區，位於該國中部聖何塞省，面積13.94平方公里，海拔高度1,798米，2011年人口1,402，該區人口密度每平方公里100.57人。